# Strzeżcie się, ślicznotki!
Strzeżcie się, ślicznotki! (बचना ऐ हसीनो) – indyjska komedia romantyczna wyreżyserowana w 2008 roku przez Siddhartha Ananda (Salaam Namaste, Tara Rum Pum). W rolach głównych Ranbir Kapoor, Bipasha Basu, Minissha Lamba i Deepika Padukone. Poszczególne epizody filmu były kręcone: w Szwajcarii i Amritsarze (z Minissha Lamba), w Mumbaju i we Włoszech z Bipasha Basu, w Sydney i we Włoszech z Deepika Padukone.

## Fabuła
18-letni Raj Sharma (Ranbir Kapoor) razem z kolegami wyrusza na wycieczkę do Szwajcarii. Nie interesują ich oczywiście widoki gór: ich oczy gorączkowo wypatrują pięknych dziewczyn. Raj ma najwięcej szczęścia. Przypadkowo spotkana Mahi (Minissha Lamba) widzi w nim wymarzonego Raja z filmu DDLJ. W ich życiu powtarza się historia z tego filmu - tylko koniec jest inny. Mahi tak jak Simran zaręczona jest z innym mężczyzną, ale spodziewa się, że Raj zawalczy o jej zakochane serce, tymczasem rozstawszy się z nim słyszy przypadkiem, jak ten ze śmiechem opowiada kumplom o Mahi jak o nic nie znaczącym, seksualnym podboju.
Mija 6 lat. 24-letni Raj, młody mężczyzna, robiący karierę w Microsofcie wiąże się z piękną sąsiadką marzącą o karierze modelki (Bipasha Basu). Po dwóch latach cieszenia się sobą Raj dostaje propozycję bardzo intratnej pracy w Sydney. Ku jego zaskoczeniu żyjąca z nim w wolnym związku Radhika pragnie małżeństwa i lekko rezygnuje z kariery modelki, planując wspólny wyjazd do Australii. Wrogo nastawiony do pomysłu małżeństwa Raj nie ma odwagi wprost odmówić Radhice. Uzgodniwszy z nią datę ślubu, Raj odlatuje sam do Sydney. Upokorzona, zrozpaczona Radhika daremnie czeka w ślubnym stroju na schodach urzędu stanu cywilnego.
Mija kilka lat. Rozpieszczony przez sukces finansowy Raj spędza wieczory w Sydney w poszukiwaniu dziewczyn - kolejnych seksualnych łupów. Pewnego dnia spotyka przypadkiem zarabiającą na swoje studia prowadzeniem taksówki Gayatri (Deepika Padukone). Zakochany, nie może uwierzyć, że dziewczyna, nie chcąc stracić swojej niezależności, nie chce go poślubić. Doświadczywszy cierpień „złamanego serca" na własnej skórze, po raz pierwszy zaczyna myśleć o Mahi i Radhice, które kiedyś skrzywdził. Wyjeżdża do Indii, aby je odszukać i prosić o przebaczenie.

## Obsada
- Ranbir Kapoor ... Raj Sharma
- Bipasha Basu ... Radhika/Shreya Rathod
- Minissha Lamba ... Mahi/Mahi Ahluwalia
- Deepika Padukone ... Gayatri
- Kunal Kapoor... p. Joginder Ahluwalia (mąż Mahi)
- Puneet Issar... ojciec Mahi

## Muzyka i piosenki
| Nr | Piosenkę              | śpiewa(ją)                                        | trwa | na ekranie                                                    |
| -- | --------------------- | ------------------------------------------------- | ---- | ------------------------------------------------------------- |
| 1  | Khuda Jaane           | Krishnakumar Kunnath, Shilpa Rao                  | 5:35 | Ranbir Kapoor, Deepika Padukone                               |
| 2  | Lucky Boy             | Sunidhi Chauhan, Hard Kaur, Raja Hasan            | 4:15 | Bipasha Basu                                                  |
| 3  | Aahista Aahista       | Lucky Ali, Shreya Ghoshal                         | 5:52 | Ranbir Kapoor, Minissha Lamba                                 |
| 4  | Jogi Mahi             | Sukhwinder Singh, Shekhar Ravjiani, Himani Kapoor | 4:54 | Ranbir Kapoor, Minissha Lamba, Kunal Kapoor                   |
| 5  | Small Town Girl       | Shankar Mahadevan                                 | 3:49 | Ranbir Kapoor, Bipasha Basu                                   |
| 6  | Khuda Jaane Revisited | Krishna Kumar Kunnath, Shilpa Rao                 | 4:43 | Ranbir Kapoor, Deepika Padukone                               |
| 7  | Bachna Ae Haseeno     | Kishore Kumar, Sumit Kumar, Vishal Dadlani        | 3:31 | Ranbir Kapoor, Deepika Padukone, Bipasha Basu, Minissha Lamba |